# Standaard (fiets)

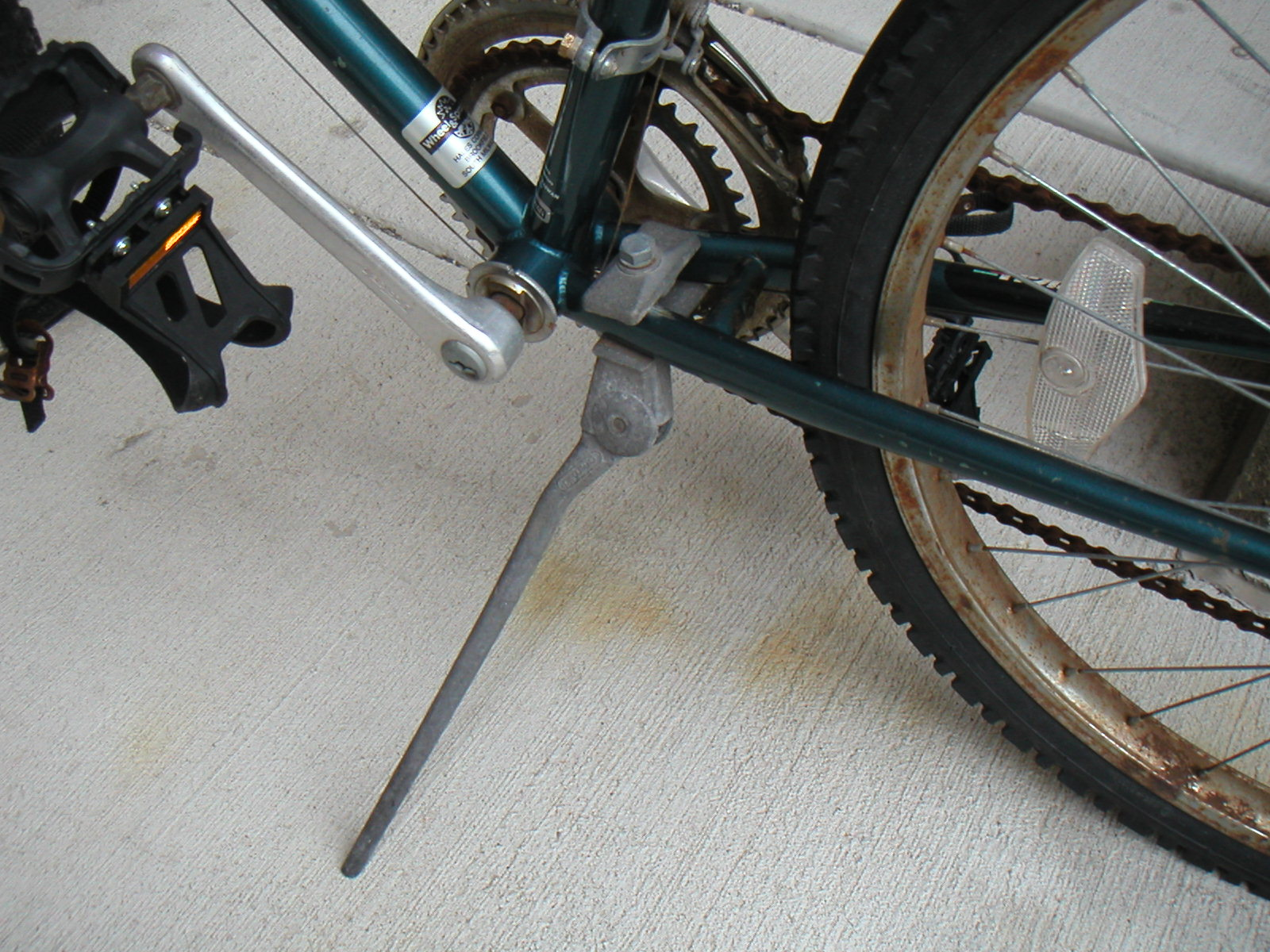
Fietsstandaard achter de bracket.

Een fietsstandaard (Vlaams: staander of pikkel) is een onderdeel van een fiets waarmee het mogelijk is de fiets rechtop stil te zetten.
Meestal bevindt de standaard zich aan de linkerkant van de fiets, tussen de bracket en het achterwiel. Hij kan met de voet worden uit- en ingeklapt.
Een typisch Nederlandse klapstandaard bevindt zich onder de bagagedrager en wordt naar achteren onder het achterwiel geklapt. De fiets moet even worden opgetild om de standaard uit en in te klappen. De fiets staat dan rechtop, terwijl een fiets met een gebruikelijke standaard schuin staat.
Bromfietsen en tandems hebben vaak een tweepotige standaard, omdat een gewone standaard te weinig steun biedt.
Fietsers die op gewicht willen besparen, vinden de standaard het overbodigste onderdeel. Een fiets kan immers ook tegen een boom of muur worden gezet en op veel plaatsen vindt men fietsenrekken en fietsklemmen.
Een standaard werkt niet goed als het hard waait. Ook moet de gebruiker erop letten dat de grond vlak is: Als de ondergrond afhelt, dan kan de fiets makkelijker omvallen.
Hetzelfde geldt als er zware bagage aan een kant van de fiets hangt.

## Afbeeldingen

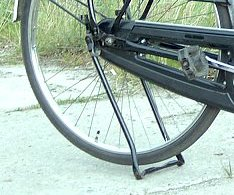
Klapstandaard aan een omafiets
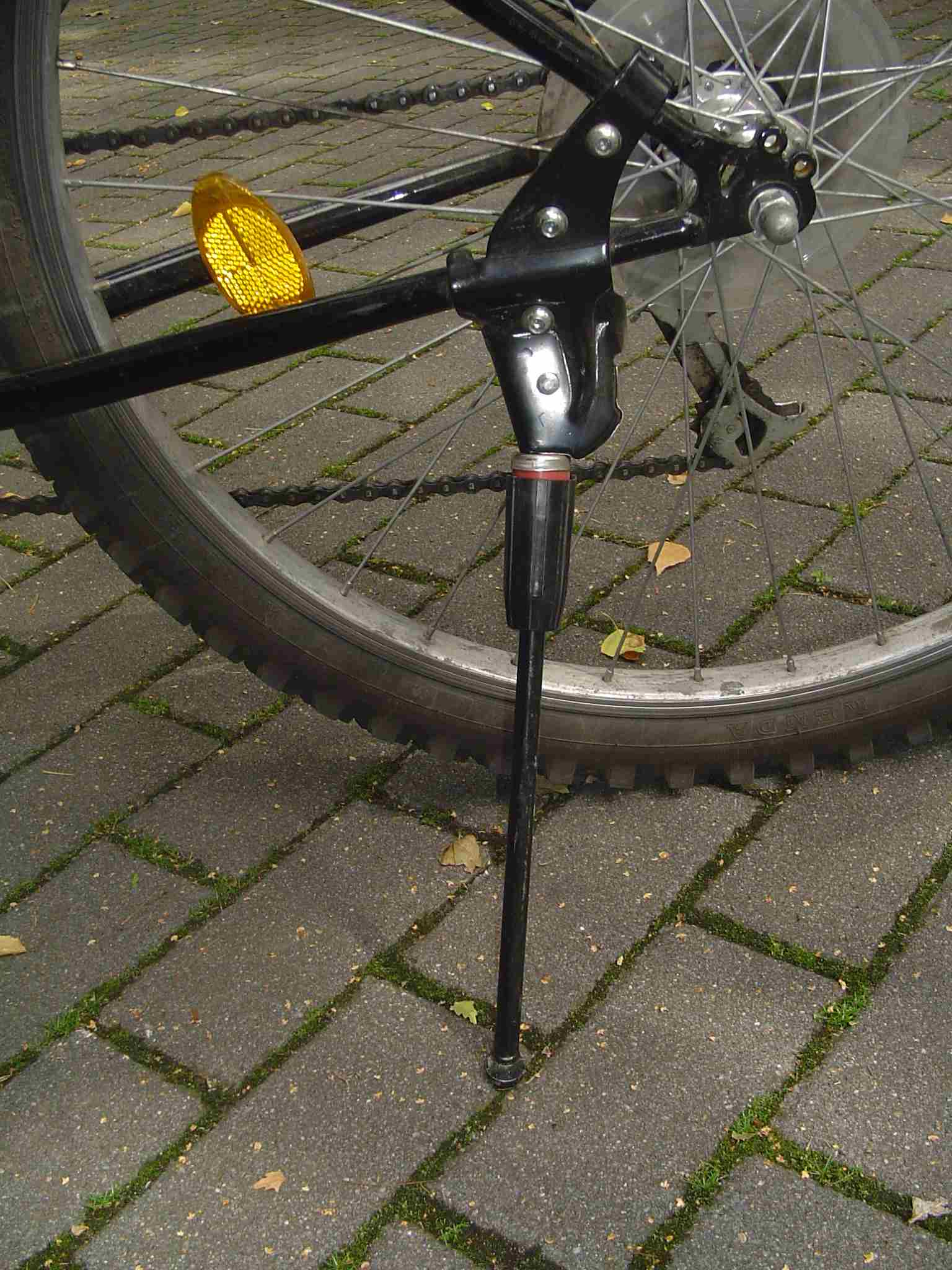
Standaard bij de achteras